# Hans von Normann
Hans Joachim Philipp Hartwig von Normann (* 8. Januar 1880 in Greifenberg in Pommern; † 14. Oktober 1918) war ein deutscher Landrat.

## Leben
Hans von Normann stammte aus dem pommersch-rügischen Adelsgeschlecht von Normann und war der Sohn des Oberstleutnants und Reichstagsabgeordneten Oskar von Normann auf Barkow und der Monica von Bülow. Hans von Normann studierte an der Georg-August-Universität Göttingen Rechtswissenschaft. Er wurde am 12. Januar 1899 im Corps Saxonia Göttingen recipiert und zeichnete sich als Consenior aus. Nach dem ersten Examen und dem Referendariat bestand er 1906 die Assessorprüfung. Er wurde Regierungsassessor bei der Regierung in Breslau und 1909 dem Polizeipräsidium in Breslau überwiesen.
1910 wurde er zum Landrat des Landkreises Regenwalde gewählt. Das Amt hatte er bis zu seinem Tod 1918 inne. Während des Ersten Weltkriegs war er zeitweise in der Zivilverwaltung der östlichen vom Deutschen Reich besetzten Gebieten tätig. Im Alter von 38 Jahren erlag er der Spanischen Grippe.
Nach seinem frühen Tod wurde Erbe des 610 ha großen Rittergutes Barkow sein jüngerer Bruder Philipp von Normann (1887–1945).